# パナソニック ライティングデバイス
パナソニック ライティングデバイス株式会社（旧・松下電器産業株式会社 照明社）は、パナソニックの国内関係会社の一つ。パナソニックグループにてライティング事業部内に新設された光源・デバイスビジネスユニットを構成する事業会社の一つ。

## 概要
正式な社名は「パナソニック ライティング社」ではなく、「ライティング社」であった。以前は松下電子工業高槻工場であり、その中に間借りする形で松下電器産業管球事業部が存在していたが、ブラウン管等の電子管製造が減少・終了に伴い松下電器産業に移管され照明社となった。2008年10月1日に松下電器産業からパナソニックへの社名変更に合わせ、同日付で「照明社」は「ライティング社」に社名変更した（英文社名「Lighting Company」は変更なし）。その後、2012年元日のグループ大再編により、かつてのパナソニック電工の中核が生まれ変わった社内カンパニーである「パナソニック株式会社 エコソリューションズ社（現・ライフソリューションズ社）」に統合され、器具・ランプ一体の総合照明メーカーとなった。
2014年4月1日に、LEDを除く電球や蛍光灯などの既存光源事業が会社分割（簡易新設分割）によって分社化され、「パナソニック ライティングデバイス株式会社」が設立された。同年7月1日にはグループ会社で電球・電極・線部品の製造販売を担っていたパナソニック ライティング香川株式会社を吸収合併した。2022年4月には、閃光電球（フラッシュバルブ）、ストロボ（エレクトロニックフラッシュ）のメーカーとして著名だったパナソニック フォト・ライティング株式会社を吸収合併した

## 事業所
国内
- 本社
- 長田野工場
- パナソニック ライティングデバイス久美浜株式会社

海外
- パナソニック ライティングデバイス香港株式会社

## 沿革
- 1936年（昭和11年）- 電球の生産を開始。ナショナル電球株式会社設立。
- 1950年（昭和25年）- 蛍光灯の生産開始。
- 1952年（昭和27年）- オランダ・フィリップス社との合弁会社・松下電子工業株式会社設立。
- 1977年（昭和52年）- 「パルック」蛍光灯の生産開始。
- 1980年（昭和55年）- 電球形蛍光灯の生産開始（初代「ライトカプセル」、1993年以降は「パルックボール」）。
- 1993年（平成5年）- フィリップス社との合弁解消、松下電器産業の100%出資会社化。
- 1997年（平成9年）- プロジェクター用ランプの生産開始。
- 2001年（平成13年）- 松下電器産業と合併し、社内分社化。
- 2005年（平成17年）- 「パルックプレミア」蛍光灯発売。
- 2008年（平成20年）10月1日 - 社名をパナソニック株式会社 ライティング社に変更。ブランドを「パナソニック」に統一。
- 2014年（平成26年）
  - 4月1日 - パナソニック ライティングデバイス株式会社設立。
  - 7月1日 - パナソニック ライティング香川株式会社を統合。
  - 9月30日 - 香川製造部を閉鎖。
- 2019年（平成31年）3月31日 - 蛍光ランプ・電球形蛍光ランプ・白熱電球を用いる従来型照明器具生産を完全終了。
- 2020年（令和2年）4月1日 - パナソニック ライティングデバイスマーケティング株式会社と合併。
- 2022年（令和4年）4月1日 - パナソニック フォト・ライティング株式会社と合併。
- 2024年（令和6年）3月31日 - 電球形蛍光灯「パルックボール」シリーズ生産終了。44年の歴史に幕を下ろし、「パルックLED電球シリーズ」へ完全移行。
- 2025年（令和7年）3月31日 - 蛍光ランプ普及モデル「ハイライト（白色・昼光色）」・「フルホワイト（昼白色）」シリーズ生産終了（予定）。
- 2026年（令和8年） - ツイン蛍光ランプ生産終了（予定）。
- 2027年（令和9年） 9月30日 - パルック蛍光ランプ・ミニ白熱電球・点灯管の生産を完全終了し、光源生産をLEDへ完全移行（予定）。

## 歴代社長

### 松下電子工業
|  | 氏名     | 在任期間 |  |
|  | -------- | -------- |  |
|  | 三由清二 | 1971     |  |

### 照明社
|  | 氏名     | 在任期間 |
|  | -------- | -------- |
|  | 松川昭男 |          |
|  | 伊藤清文 |          |
|  | 伊藤好生 |          |
|  | 松蔭邦彰 |          |

### パナソニック ライティングデバイス
|      | 氏名     | 在任期間               |
| ---- | -------- | ---------------------- |
| 初代 | 松岡泉   | 2014年4月1日 - 2017年  |
| 2代  | 山﨑修   | 2017年 - 2020年3月31日 |
| 3代  | 坂本敏浩 | 2020年4月1日 -         |

## 製造品目
あかり事業
- 電球

白熱電球については、地球温暖化対策による国の方針に従い、今後特殊用途品（他種の電球に置換できないもの）に絞り、家庭向けの汎用品（E26口金の一般形）については2012年限りで生産を終了させた（現行モデルはE17口金のミニレフ球&ミニクリプトン電球とE12口金の保安用豆球のみで、全て交換用途に絞って生産。懐中電灯用交換豆球は従来型豆球ライト生産終了に伴い2019年限りで生産が打ち切られ、在庫品限りで販売終了）。
- LED電球

かつてはEVERLEDSブランドで展開していたが、2021年10月発売分からE26口金の一般電球タイプは順次「パルック」ブランドで市販される。
- ハロゲン電球

2021年3月限りで生産を終了した。
- 蛍光灯・電球形蛍光灯（パルック、パルックボールなど）

ホタルクスの「ホタルック」や「ライフルック」シリーズもパナソニック ライティングデバイスが製造しており、NEC製蛍光灯にはパナソニック ライティングデバイスが製造した事を示す記号「ME」が書かれている（一部パナソニックショップでもNEC製蛍光灯を販売）。逆にホタルクスよりスリムタイプ環形蛍光管（スリムパルックプレミア、FHC）を供給されており、それらはパナソニックロゴを持ちながらホタルクスが製造した事を示す記号「N」（「▲▼」のような表記）が書かれている。またパルック普及モデルの一部は日立グローバルライフソリューションズに生産を委託しており・製造元記号が「HLL」の製品があったが、同社が2019年限りで蛍光ランプ生産より撤退したため委託解消となり、「HLL」記号のパルック蛍光灯は在庫品限りで販売終了となる。
2016年からは東芝ライテックが販売する蛍光ランプ「メロウZプライド」シリーズの生産も請け負うようになり、「TOSHIBA」ブランド蛍光ランプの製造元記号は以前の「TSP」から「ME」へと変わっている。
電球形蛍光灯は「パルックボール昼白色」・「パルックボールA型」・「パルックボールスパイラルA型」・「パルックボールプレミアA型およびD型」・「パルックボールプレミアクイックA型およびD型」が2015年6月限りで、「パルックボールランプボール電球型」が2022年8月限りで、「パルックボールD型EFD25（100形電球相当）」が2023年3月限りでそれぞれ生産終了。最後まで生産されていたパルックボールD型普及モデル(60形電球相当「EFD15」の電球色と昼光色)も2024年3月限りで生産を終了した（パルックボール普及型は従来型パルックボールプレミアより寸法が大きいため断熱材施工器具では使えず・従来型ランプから置き換えられない場合があるので、その場合は「パルックLED電球プレミアX」への交換を推奨）。
蛍光ランプ・電球形蛍光ランプ・白熱電球を用いる従来型の各器具生産は2018年限りで完全終了しており、これらのランプは現在「交換用途に絞って生産」している（スパイラルパルック用ランプは生産を終了したため、専用の代替LEDランプを用意）。このうち電球形蛍光ランプ「パルックボール」シリーズは（パルックLED電球シリーズの小型化・低価格化が進み、電球形蛍光ランプの需要が急速に減少していることから）2024年3月限りで生産を終えて「在庫品限りで販売終了」となり（パナソニック電球形蛍光ランプは、前身「ライトカプセル」を発売した1980年から通算して44年の歴史に幕を下ろし）、今後は「パルックLED電球へ完全移行」する方針が決まった。
- 点灯管

グロー式は従来型より長寿命のタイプを発売。電子点灯管も生産している（点灯管を用いる従来型蛍光灯器具生産は2010年限りで終了したため、現在は交換用途に絞って生産）。
- プロジェクター用HIDランプ
- デジタルカメラ内蔵用ストロボ
- 自動車のダッシュボードやアミューズメント機器用の小型白熱電球
- ハロゲンランプ
- キセノン放電管
- UVLED
- タングステン商品
- 白色レーザー光源ユニット
- UV-B電球型蛍光灯
- 蛍光体デバイス
- 防塵防水型直流電源
- PM2.5センサー
- TOFカメラ
- ストロボ

## かつての製品
- 冷陰極蛍光灯
- 高輝度放電灯（HIDランプ）

2021年3月限りで生産を終了した。

## 国内関係企業
- パナソニック株式会社 エレクトリックワークス社
- パナソニック ライティングデバイス久美浜株式会社
- パナソニック エレクトリックワークス池田電機株式会社
- パナソニック ライティングシステムズ株式会社

### かつての関係企業
- パナソニック ライティング香川 （香川県綾歌郡綾川町） - 2014年7月に吸収合併、同年9月に事業所閉鎖。跡地はレクザム綾歌工場となった。
- パナソニック ライティングデバイスマーケティング - 2020年4月に吸収合併
- パナソニック フォト・ライティング株式会社 - 2022年4月1日に吸収合併